# Сідні Ром
Сідні Ром (італ. Sydne Rome, нар. 17 березня 1951, Акрон, США) — італійська акторка, співачка та модель.

## Життєпис
Народилася 1951 року в сім'ї президента промислової корпорації з виробництва пластмаси в Акроні, Огайо, США. З 1970 року живе в Італії.
Як співачка відома насамперед виконанням пісень «Hearts» (найвідоміший виконавець — Марті Балін (колишній соліст групи Jefferson Airplane). Написав «Hearts» до першого сольного альбому Баліна його друг Джессі Ніл Баріш, який писав пісні для групи Баліна «Jefferson Starship») і «Angelo prepotente».
Першою роллю на великому екрані стала роль Фліки в картині британського режисера Ральфа Томаса «Деякі дівчата» (1969, англ. Some Girls Do).
У 80-ті роки Сідні Ром записала на відеокурси з аеробіки, у лютому 1982 року знялася в журналі Playboy. Із середини 1980-х років почала зніматися переважно в італійських телесеріалах.

### Особисте життя
1973 року одружилася з Еміліо Ларі.
Живе в Римі, має двох дітей від другого шлюбу з Роберто Бернабеї.

## Фільмографія
| Рік       |    | Українська назва                                 | Оригінальна назва                                      | Роль              |
| --------- | -- | ------------------------------------------------ | ------------------------------------------------------ | ----------------- |
| 1969      | ф  | Деякі дівчата                                    | Some Girls Do                                          | Флікі             |
| 1969      | ф  |                                                  | Sundance and the Kid                                   |                   |
| 1969      | ф  | Розшукується живим... але краще мертвим          | Vivi o preferibilmente morti                           |                   |
| 1970      | ф  |                                                  | La ragazza di latta                                    |                   |
| 1970      | ф  |                                                  | Ciao Gulliver                                          | Глорія            |
| 1972      | ф  |                                                  | Così sia                                               |                   |
| 1972      | ф  |                                                  | Man Called Amen                                        |                   |
| 1972      | ф  | Що?                                              | What?                                                  | Ненсі             |
| 1972      | ф  |                                                  | Le ultime ore di una vergine                           |                   |
| 1973      | ф  | Карусель                                         | Reigen                                                 | Марія             |
| 1974      | ф  | Панівна раса                                     | La Race des seigneurs                                  | Крізі             |
| 1974      | ф  |                                                  | La sculacciata                                         | Єлена             |
| 1975      | ф  |                                                  | El clan de los inmorales                               |                   |
| 1975      | ф  |                                                  | That Lucky Touch                                       | Софі              |
| 1975      | ф  | Жити треба з ризиком                             | Il faut vivre dangereusement                           | Лоррейн           |
| 1975      | ф  | Няня                                             | La baby sitter                                         | Енн               |
| 1975      | ф  |                                                  | Umarmungen und andere Sachen                           | Дженніфер         |
| 1975      | ф  | Вбивця має вбити знову                           | L'assassino è costretto ad uccidere ancora             |                   |
| 1976      | ф  |                                                  | 40 gradi all'ombra del lenzuolo                        |                   |
| 1976      | ф  |                                                  | L'eroe (TV)                                            |                   |
| 1976      | ф  |                                                  | Folies bourgeoises                                     | Наталі            |
| 1977      | ф  | Монстр                                           | Il mostro                                              | Діна              |
| 1977      | ф  |                                                  | Moi, fleur bleue                                       |                   |
| 1978      | ф  |                                                  | Schöner Gigolo, armer Gigolo                           | Сіллі             |
| 1980      | ф  |                                                  | A tutto gag (TV)                                       |                   |
| 1980      | ф  | Людина-пума                                      | L'uomo puma                                            |                   |
| 1980      | ф  |                                                  | El monstruo (short)                                    |                   |
| 1981      | ф  |                                                  | Los locos vecinos del 2º                               |                   |
| 1981      | ф  |                                                  | Looping                                                |                   |
| 1982      | ф  |                                                  | L'inceneritore                                         |                   |
| 1982      | ф  | Червоні дзвони. Фільм 2. (Італія, Мексика, СРСР) |                                                        | Луїза Брайант     |
| 1983      | ф  |                                                  | Arrivano i miei                                        |                   |
| 1985      | ф  | Кво Вадіс (Франція)                              | Quo vadiz?                                             |                   |
| 1986      | ф  | Останній романс (Іспанія)                        | Romanza final (Gayarre)                                |                   |
| 1990      | ф  |                                                  | Il colore della vittoria (TV)                          |                   |
| 1991      | ф  |                                                  | Das Erbe der Guldenburgs                               |                   |
| 1991      | ф  |                                                  | Die Hütte am See                                       |                   |
| 1994      | ф  |                                                  | In the Heat of the Night (TV)                          |                   |
| 1994      | ф  |                                                  | Tödliches Netz (TV)                                    |                   |
| 1996      | ф  |                                                  | Beckmann und Markowski - Im Zwiespalt der Gefühle (TV) |                   |
| 1999      | ф  | Земля правил (Іспанія)                           | Tierra de cañones                                      |                   |
| 2000      | тф | Лурдес                                           | Lourdes                                                | Марі-Терез        |
| 2001      | тф |                                                  | Padre Pio: Tra cielo e terra                           |                   |
| 2001      | тф |                                                  | Angelo il custode                                      |                   |
| 2001—2011 | с  | Дон Маттео                                       | Don Matteo                                             | С'юзі Даллара     |
| 2002      | тф | Папа Джованні — Іоанн XXIII                      | Papa Giovanni — Ioannes XXIII                          | Рада Хрущова      |
| 2003      | тф | Сорая                                            | Soraya                                                 | Форо              |
| 2004      | тф |                                                  | Rita da Cascia                                         | Амата Лотті       |
| 2005      | тф | Едда                                             | Edda                                                   | Кароліна Чіано    |
| 2005      | тф | Святий Петро                                     | San Pietro                                             | Фульвія           |
| 2005      | тф | Каллас і Онассіс                                 | Callas e Onassis                                       | Ельза             |
| 2007      | ф  |                                                  | Il nascondiglio                                        | місіс Віттенмеєр  |
| 2009      | тф |                                                  | Enrico Mattei - L'uomo che guardava al futuro          | Клер              |
| 2010      | ф  |                                                  | Il figlio più piccolo                                  | Шейла             |
| 2011      | ф  |                                                  | Il cuore grande delle ragazze                          | Енріетта          |
| 2013      | с  | Анна Кареніна                                    | Anna Karenina                                          | княгиня Шербацька |